# Дубрава (Кореневский район)
Дубрава — хутор в Кореневском районе Курской области. Входит в состав Пушкарсого сельсовета.

## География
Хутор находится наделеко от реки Сейм, в 99 км к юго-западу от Курска, в 6 км к северо-западу от районного центра — посёлка городского типа Коренево, в 5,5 км от центра сельсовета  — села Пушкарное.
Климат
Дубрава, как и весь район, расположена в поясе умеренно континентального климата с тёплым летом и относительно тёплой зимой (Dfb в классификации Кёппена).

## Население
| 2002 | 2010 |
| ---- | ---- |
| 39   | ↘0   |

## Инфраструктура
Личное подсобное хозяйство. В хуторе 25 домов.

## Транспорт
Дубрава находится в 13,5 км от автодороги регионального значения 38К-017 (Курск — Льгов — Рыльск — граница с Украиной), в 0,5 км от автодороги 38К-030 (Рыльск — Коренево — Суджа), в 5 км от автодороги межмуниципального значения 38Н-562 (38К-030 — Жадино), в 7 км от автодороги 38Н-570 (38К-030 — Секерино), в 8,5 км от автодороги 38Н-018 (Благодатное — Нижняя Груня), в 3,5 км от автодороги 38Н-561 (38К-030 — Дерюгино), в 9,5 км от автодороги 38Н-017 (Благодатное — Ковыневка), в 2 км от ближайшего ж/д остановочного пункта 9 км (линия 358 км — Рыльск).
В 152 км от аэропорта имени В. Г. Шухова (недалеко от Белгорода).